# Acrepidopterum minutum
Acrepidopterum minutum là một loài bọ cánh cứng trong họ Cerambycidae.